# Тома Реньоден
Тома́ Реньоде́н (фр. Thomas Regnaudin; Мулен, 1622 — 3 липня 1706, Париж), — французький скульптор епохи бароко.

## Біографія
Син майстра-каменяра з Мулена. Приїхав до Парижа, щоб продовжити мистецькі студії. Він є вихованцем Франсуа Анг'є. 1657 року став членом Королівської академії, завдяки високій оцінці його овального мармурового барельєфу, що зображав Івана Хрестителя. Наступного року він став професором. 1687 року він отримав третю Римську премію в галузі скульптури. Працюв у Луврі, Тюїльрі, Замку Фонтенбло та Версальському замку, де займався оздобленням фонтанів. В історії мистецтва залишився скульптором другої величини, оскільки часто працював під керівництвом відоміших майстрів.

## Твори
- Пам'ятник Генріху II де Монморансі в Мулені, разом з Франсуа Анг'є.
- Три німфи, печера Тетіда, Версальський сад.
- Аполлон і німфи під керівництвом Франсуа Жирардона
- Оздоблення фонтанів «Чотири пори року»: «Літо» (за малюнком Шарля Лебрена), «Чотири викрадення» : «Сатурн викрадає Кібель», Луара та Луарета, для водяних ігр Версальського палацу.
- Різьблений дерев'яний портал для особняка[6] Жана Батіста Амелота де Біссей, (1612—1688), вулиця В'є-дю-Темпль, Париж, Панель Голова де Медузи[7].